# 連邦直轄領 (インド)
連邦直轄領（れんぽうちょっかつりょう、英語: Union Territory、ヒンディー語: भारत के केन्द्र शासित प्रदेश）は、インドの連邦体制における準国家的行政組織。州とは違い、独自に選出した政府機構を持ち、連邦政府に直接統治されている。インド大統領はそれぞれの直轄領に行政官か副総督を任命する。2020年現在の連邦直轄領は8つである。
連邦直轄領は憲法形成と開発のための特殊な権利と地位を持っている。連邦直轄領の合憲的地位は固有文化の保護権や施政などの問題に由来する政治的混乱を防ぐ理由のために与えられている。またデリー、ポンディシェリ、ジャンムー・カシミールの3直轄領は独自に選出された立法会議と行政閣僚評議会を持つ。しかし、一定の立法はインド大統領の「検討と同意」に留保されている。
2020年現在の連邦直轄領は以下のとおりである。
- アンダマン・ニコバル諸島
- チャンディーガル
- ダードラー・ナガル・ハヴェーリーおよびダマン・ディーウ連邦直轄領
- ラクシャドウィープ
- ポンディシェリ連邦直轄領
- デリー首都圏
- ジャンムー・カシミール連邦直轄領
- ラダック連邦直轄領

連邦直轄領が自治権を得て州となることもあり、現行の28州のうち7州（ナガランド州、ヒマーチャル・プラデーシュ州、マニプル州、トリプラ州、アルナーチャル・プラデーシュ州、ミゾラム州、ゴア州）は元々連邦直轄領であった。逆に州が自治権を失い連邦直轄領となった例もあり、ジャンムー・カシミール州はラダック連邦直轄領とジャンムー・カシミール連邦直轄領に分割された上で連邦政府直轄領に加わった。

## 一覧
| インド内の位置                       | 連邦直轄領                                                       | 面積                      | 設立           |
| ------------------------------------ | ---------------------------------------------------------------- | ------------------------- | -------------- |
| 独自の立法府と行政府をもつ連邦直轄領 |                                                                  |                           |                |
|                                      | デリー連邦直轄領（デリー首都圏）                                 | 1,484 km2 (573 sq mi)     | 1956年11月1日  |
|                                      | ジャンムー・カシミール連邦直轄領                                 | 42,241 km2 (16,309 sq mi) | 2019年10月31日 |
|                                      | ポンディシェリ連邦直轄領                                         | 483 km2 (186 sq mi)       | 1954年11月1日  |
| 独自の立法府をもたない連邦直轄領     |                                                                  |                           |                |
|                                      | アンダマン・ニコバル諸島連邦直轄領                               | 8,250 km2 (3,190 sq mi)   | 1956年11月1日  |
|                                      | チャンディーガル連邦直轄領                                       | 114 km2 (44 sq mi)        | 1966年11月1日  |
|                                      | ダードラー・ナガル・ハヴェーリーおよびダマン・ディーウ連邦直轄領 | 603 km2 (233 sq mi)       | 2020年1月26日  |
|                                      | ラクシャドウィープ連邦直轄領                                     | 32.62 km2 (12.59 sq mi)   | 1956年11月1日  |
|                                      | ラダック連邦直轄領                                               | 59,146 km2 (22,836 sq mi) | 2019年10月31日 |